# هندسة تفصيلية
الهندسة التفصيلية هي دراسات تهدف إلى خلق تعريف كامل لكل جانب من جوانب تطوير المشروع. وتتضمن جميع الدراسات التي ستجرى قبل بدء تنفيذ المشروع. وتعد الدراسات الهندسية التفصيلية مكونا رئيسيا لكل مشروع يندرج ضمن قطاعات التعدين والبنية التحتية والطاقة والمستحضرات الصيدلانية والكيماويات والنفط والغاز.
الهندسة التفصيلية هي خدمة تقدمها على سبيل المثال شركات هندسية عالمية مثل أوتوتيك، وفوتيك، وأميك فوستر ويلر، وأوسينكو.

## ماذا تتضمن
الهندسة التفصيلية تتبع التصميم الهندسي النهائي  والهندسة الأساسية الخطوات السابقة بشأن العملية الهندسية لتطوير المشاريع، وهي تتضمن بالتفصيل مخططات ورسومات للبناء، والأشغال المدنية، والأجهزة، ونظام التحكم، والمنشآت الكهربائية، وإدارة الموردين، وجدول الأنشطة، والتكاليف، وشراء المعدات، والتقييم الاقتصادي وأيضا الآثار البيئية قبل بدء بناء المشروع.

## الاستخدام
وتستخدم الهندسة التفصيلية لمراحل ومقاصد مختلفة في تطوير المشاريع في جميع أنحاء العالم، سواء كانت محطة لمعالجة المياه في الفلبين، أو مصنع معالجة في بيرو، فالهندسة التفصيلية عنصر رئيسي في كل مشروع من مشاريع التنمية.